# Pehrforsskalia
Pehrforsskalia là một chi nhện trong họ Pholcidae.

## Các loài
Chi này có các loài sau:
- Pehrforsskalia bilene Huber, 2011
- Pehrforsskalia conopyga Deeleman-Reinhold & van Harten, 2001
- Pehrforsskalia shambaa Huber, 2011